# Kastamonu Belediyesi GSK
Pour les articles homonymes, voir GSK.
Kastamonu Belediyesi Gençlik Spor Kulübü (ou Kastamonu Belediyesi GSK) est un club féminin turc de handball, domicilié à Kastamonu.

## Palmarès
compétitions internationales
- finaliste de la Coupe Challenge (C4) en 2016

compétitions nationales
- Vainqueur du Championnat de Turquie en 2017, 2019, 2021, 2022, 2023

## Joueuses liées au club
Parmi les joueuses ayant évolué au club, on trouve
- Sonja Barjaktarović : joueuse depuis 2021
- Kristina Elez : joueuse de 2017 à 2018
- Elaine Gomes : joueuse de 2017 à 2018
- Amanda Kurtovic : joueuse de janvier à juin 2021
- Olga Laiuk : joueuse de 2018 à 2019
- Majda Mehmedović : joueuse depuis 2021
- Iana Ouskova : joueuse de 2017 à 2020
- Jovanka Radičević : joueuse depuis 2021
- Milena Raičević : joueuse depuis 2021
- Marina Rajčić : joueuse depuis 2021
- Andrea Šerić : joueuse de 2016 à 2018 et de 2019 à 2020
- Joanna Wołoszyk : joueuse de 2019 à 2020